# Thallarcha oblita
Thallarcha oblita là một loài bướm đêm thuộc phân họ Arctiinae, họ Erebidae.